# Cher Lloyd
Cher Lloyd (Malvern, Worcestershire, Regne Unit, 28 de juliol de 1993) és una cantant britànica que va saltar a la fama gràcies al concurs The X Factor, en el qual va quedar en quarta posició. El seu primer single Swagger Jagger va ser llençat al juny de 2011 i va encapçalar la llista de singles del Regne Unit.

## Primers anys
Cher Lloyd va créixer a  Malvern, amb els seus pares, Darren i Dina i els seus tres germans menors Sophie, Josh, i Rosie. Lloyd assistir a l'escola Dyson Perrins High School, on va estudiar arts escèniques. També va assistir a l'escola d'arts de teatre  Stagecoach.

## Carrera

### The X Factor
Cher Lloyd havia realitzat audicions per al programa The X Factor el 2006 i el 2008 quan tenia 12 i 14 anys respectivament. Va cantar balades, però no va aconseguir ingressar a la competència. Finalment en 2010, en la seva tercera audició, va aconseguir passar al bootcamp. Durant 2010 va conèixer a Daniele Manrique. Plantilla:Citarequerida

### 2011 - Present:Sticks + Stones
Després de la final es va anunciar que Cher havia signat amb Syco Music. El compositor de tardor Rowe i el productor RedOne va treballar en el seu àlbum debut, programat per a la seva estrena a novembre de 2011. El primer single, «Swagger Jagger», va rebre el seu primer Airplay el 20 de juny, després que s'havia filtrat a Internet el 15 de juny. No obstant això, aquesta versió va ser confirmada més tard, ja que la demostració de la pista va ser llançada al Twitter de Cher. El senzill va ser llançat el 31 de juliol de 2011 i va aconseguir el lloc número u en la llista de singles del Regne Unit el 7 d'agost d'aquest mateix any.
El 28 de juliol de 2011, Lloyd pre-estrenar cinc cançons del seu proper àlbum durant una sessió de Ustream, pistes amb artisas com Busta Rhymes, Mike Posner, Ghetts, Mic Righteous i Dot Rotten. Cher va confirmar a Twitter que «With Ur Love» anava a ser llançat com el seu segon senzill. Finalment va ser llançat el 30 d'agost de 2011. El single va rebre la seva primera emissió radiofònica el 21 de setembre i el vídeo musical es va estrenar l'1 d'octubre d'aquest any.
El single va vendre 74.030 còpies en la seva primera setmana convertint-se en quart més venut, ja que «Only Girl (In the World)» de Rihanna el va superar perquè va vendre 74,248 còpies en octubre de 2010. Lloyd va confirmar el títol de l'àlbum «Sticks + Stones» al seu Twitter. L'àlbum va ser llançat el 7 de novembre de 2011. L'àlbum va aconseguir el número quatre i ha venut 198.199 còpies en el Regne Unit a partir de gener de 2012.
El 21 de novembre de 2011, Cher ha anunciat la seva gira debut pel Regne Unit anomenada «Estic + Stones Tour», prevista per març i abril de 2012. Per desembre de 2011, dues dates més s'han afegit causa de la gran demanda d'entrades. «Sticks + Stones» seria llançat el 2012, a través de Epic Records en els Estats Units, el 13 de desembre al costat d'un vídeo musical per «Dub on the Track», en el micròfon amb artistes com Mic Righteous, Dot Rotten i Ghetts, que també apareixen en el vídeo adjunt, es va estrenar a SBTV. La cançó no servirà com el tercer single.
Al desembre de 2011, Cher Lloyd va signar un contracte discogràfic amb LA Reid per Epic Records en els Estats Units. «Want U Back» va ser confirmat com el tercer single de l'àlbum. L'única versió compta amb la veu de raper nord-americà Astre i es va donar a conèixer el 19 febrer de 2012.
Després del llançament del vídeo musical, el 6 de gener de 2012, el single va aconseguir el lloc número vint en la llista de singles del Regne Unit, a causa de les descàrregues digitals de l'àlbum. Va signar amb L.A. Reid per llançar la seva carrera als Estats Units, on el primer single en aquest país va ser «Want U Back» que va ser llançat a abril de 2012 amb un nou vídeo i el segon va ser «Oath». Representants de la mateixa van confirmar que l'últim senzill de Lloyd seria «With Ur Love (Version US)», el qual es va estrenar el dia 14 de febrer de 2013 mitjançant VEVO.

### 2013: Actuació i segon àlbum
El gener de 2013, Lloyd va anunciar que seria l'estrella convidada a Big Time Rush. Al febrer de 2013, Lloyd va confirmar que està treballant en el seu segon àlbum d'estudi al març de 2013 La cantant i compositor Demi Lovato va anunciar el seu quart àlbum, Demi, que inclourà una pista, "Really Don't care. A l'abril de 2013, Lloyd anunciar que ella i Ne-Yo han de col·laborar en una nova cançó Fruttare, "It's All Good" i segons Cher, la cançó es tracta de com tu et defineixes.

## Vida personal
El març de 2012, Lloyd va anunciar el seu compromís amb la seva parella de menys d'un any, Craig Monk.